# Мищенко (дворянский род)
Мищенко (пол. Miszczenko; укр. Міщенко) — Український рід
Происходит от полковника войска Запорожского Саввы Мищенко, выехавшего в 1669 году на службу царю Алексею Михайловичу
Род Мищенко внесён в VI часть дворянской родословной книги Киевской губернии.

## Описание герба
В щите, имеющем голубое поле, перпендикулярно поставлен серебряный Столб, имеющий на поверхности Корону.
Щит увенчан дворянскими шлемом с дворянской на нём короной. Нашлемник: в щите означенный Столб с Короной. Намёт на щите голубом, продолженный серебром. Герб рода Мищенко внесён в Часть 4 Общего гербовника дворянских родов Всероссийской империи, стр. 123.